# Bedotiidae
Bedotiidae é uma família de peixes de água doce da ordem dos Atheriniformes, endémica de Madagáscar, que inclui os géneros Bedotia e Rheocles, ambos utilizados em aquariofilia pelo brilho e diversidade da sua coloração corporal.

## Descrição
São pequenos peixes de corpo fusiforme e alongado, comprimido lateralmente, com comprimento padrão que em geral não ultrapassa os 100 mm. As espécies que constituem esta família apresentam coloração corporal brilhante, geralmente em padrões multicolores, o que justifica a sua utilização em aquários.
Estes peixes exibem graus variáveis de dimorfismo sexual, o qual é muito pronunciado em algumas espécies. A barbatana anal é reduzida ou ausente.
Esta família apresenta distribuição natural restrita, sendo um endemismo de Madagáscar. As espécies que integram esta família ocorrem exclusivamente em habitats dulçaquícolas, vivendo em pequenos e médios cursos de água em regiões florestadas, ocasionalmente em pântanos e pequenas lagoas. A família está presente em quase toda a encosta leste de Madagáscar (Rheocles derhami ocorre na bacia do Rio Sofia que drena para ocidente no nordeste da ilha).
As espécies que constituem a família Bedotiidae estão sob ameaça severa devido à rápida desflorestação e consequente perda de habitat, que está em curso na maior parte da sua área de distribuição. Porque Bedotia e Rheocles estão geralmente entre os primeiros taxa que exibem declínio populacional ou desaparecem das áreas onde o habita foi alterado de forma moderada a severa, constituem indicadores fiáveis da saúde e estabilidade dos ecossistemas.
A família inclui os géneros Bedotia e Rheocles, com pelo menos 13 espécies validamente descritas, constituindo uma família é monofilética. O grupo é considerado por Joseph S. Nelson em Fishes of the World como integrando uma subfamília de Melanotaeniidae. Num estudo publicado em 2004, esta família foi incluída na subordem Melanotaenioidei, que assim incluiria os grupos irmãos  Bedotiidae e Melanotaeniidae, bem como os Pseudomugilidae (incluindo Telmatherinidae). A relação cladística entre Bedotiidae e Melanotaeniidae é explicada com parcimónia pela fragmentação do super-continente Gondwana.